# Bella ciao
Bella ciao er en italiensk kampsang fra 2. verdenskrig. Sangen blev oprindeligt sunget af partisaner og modstandere af facisme og nazisme. Efter krigen er den blevet en udbredt slagsang for frihed. Sangtekstens oprindelse er ukendt, men musikken er formentlig taget fra en ældre folkesang, som handlede om mondinaerne, de kvindelige arbejdere i de norditalienske rismarker, og deres hårde arbejdsvilkår. Tekstens forfatter er ukendt. I modstandskredse under anden verdenskrig blev den omtalt som en partisanvise og i moderne tid som den samlende sang for modstandskæmpere.

## Indspilninger
Sangen er blevet indspillet af en lang række kunstnere på en lang række sprog – herunder bl.a. italiensk, bosnisk, kroatisk, serbisk, engelsk, spansk, tysk, kurdisk, tyrkisk, kinesisk og japansk.
Sangen er indspillet på dansk af Savage Rose.
I 2019 udgav den danske rapper USO sammen med Marwan Og Cisilia en udgave af Bella Ciao.
I 2021 er en ny version af sangen blevet brugt af protestgruppen men in black, som under deres demonstrationer har brugt formuleringen “Mette Ciao”, hvor Mette refererer til Mette Frederiksen. Teksten er skrevet af Dani Rozenberg og Ali Sufi.

## Dansk oversættelse
På dansk er der opstået flere udbredte oversættelser, men den har eksempelvis et vers mindre en den originale og mange andre oversættelser.
| Oversættelse på Wikisource | Oversættelse på sangbogen.dk |
| --- | --- |
| En tidlig morgen før dagen gryede o bella ciao, bella ciao, bella ciao ciao ciao En tidlig morgen før dagen gryede var fjenden standset ved vor by. Åh partisaner, åh tag mig med jer o bella ciao, bella ciao, bella ciao ciao ciao Åh partisaner, åh tag mig med jer for jeg tror jeg snart skal dø. Og hvis jeg falder, åh partisaner o bella ciao, bella ciao bella ciao ciao ciao Og hvis jeg falder, åh partisaner så skal I finde mig en grav. I bjergets side der vil jeg hvile o bella ciao, bella ciao, bella ciao ciao ciao I bjergets side der vil jeg hvile i skyggen af en dejlig blomst. Og børn, der løber så tæt forbi mig o bella ciao, bella ciao, bella ciao ciao ciao Og børn, der løber så tæt forbi mig vil sige: "Se en dejlig blomst". Og denne rose er partisanens o bella ciao, bella ciao, bella ciao ciao ciao Og denne rose er partisanens som faldt for frihed og for fred. | En dunkel morgen, før tågen letted´ bella ciao, bella ciao bella ciao, ciao, ciao En dunkel morgen, før tågen letted´ stod vor fjende foran os. Og hvis jeg dør nu, åh kammerater, bella ciao, bella ciao bella ciao, ciao, ciao Og hvis jeg dør nu, åh kammerater, så bær mig til mit hvilested. Og begrav mig ved bjergets skygge bella ciao, bella ciao bella ciao, ciao, ciao Og begrav mig ved bjergets skygge og plant en lille blomst derved. Og de men´sker, der går forbi mig. bella ciao, bella ciao bella ciao, ciao, ciao Og de men´sker, der går forbi mig. de ser den lille blomst og si´r: Denne blomst er et evigt minde bella ciao, bella ciao bella ciao, ciao, ciao Det er en blomst for partisanen, der gav sit liv for vores sag. |

## Musikfiler
- Italiensk af Yves Montand (mp3)
- English omskrivning af Mark Gunnery (mp3) (samme melodi, tekst meget løst baseret på original)